# Inaam Kachachi
Inaam Kachachi (arabiska: انعام كحه جه), född 1952 i Bagdad, är en irakisk journalist och författare.
Kachachi studerade journalistik och arbetade för irakisk press och radio innan hon flyttade till Paris där hon tog sin doktorsexamen. Hon är Pariskorrespondent för tidningarna Asharq al-Awsat och Kol al-Usra. Hon har gett ut både facklitteratur och skönlitteratur, med debutverk 1998 respektive 2005, och har gjort en dokumentärfilm om Naziha al-Dulaimi, den första irakiska kvinnliga ministern. Romanen Al-Hafeeda al-Amreekiya nominerades till International Prize for Arabic Fiction 2009 och gavs ut i engelsk översättning 2010 (The American Granddaughter).